# Erebia farinata
Erebia farinata är en fjärilsart som beskrevs av Turati 1919. Erebia farinata ingår i släktet Erebia och familjen praktfjärilar. Inga underarter finns listade i Catalogue of Life.